# Night Riders of Montana
Night Riders of Montana è un film del 1951 diretto da Fred C. Brannon.
È un western statunitense con Allan Lane, Chubby Johnson e Roy Barcroft.

## Produzione
Il film, diretto da Fred C. Brannon su una sceneggiatura di M. Coates Webster, fu prodotto da Gordon Kay, come produttore associato, per la Republic Pictures e girato nell'Iverson Ranch a Chatsworth, Los Angeles, California, dal 24 novembre al 4 dicembre 1950.

## Distribuzione
Il film fu distribuito negli Stati Uniti dal 28 febbraio 1951 al cinema dalla Republic Pictures. È stato distribuito anche in Brasile con il titolo Quatreiros Noturnos.

## Promozione
Le tagline sono:
- "ROCKY" BAITS A KILLER TRAP...And Uncovers TheWest's Boldest Rustler Gang.
- Action-Packed Adventures Filled With Thrills...Excitement...Danger!
- ACTION-SUSPENSE-SMASH THRILLS
- "ROCKY" Pulls A Six-Gun Surprise In The War Against....(original print ad)
- Triggers Go Into Action... when horsemen ride at night!